# Ricardo Margaleff
Ricardo Margaleff (Cidade do México, 1 de janeiro de 1977) é um ator, bailarino, cantor e escritor mexicano.

## Filmografia

### Telenovelas
- Te doy la vida (2020) .... Agustín "Agus" Preciado

- Tenías que ser tú (2018) .... Brayan Pineda Salgado
- El bienamado (2017) .... Juancho López
- Corazón que miente (2016) .... Cristian Mena Souza
- Amores con trampa (2015) .... Mauricio Gael Luna Velasco
- Hasta el fin del mundo (2014-2015) .... Pedro
- Qué pobres tan ricos (2013-2014) .... Detetive Jonathan Gomes
- Porque el amor manda (2012-2013) .... Julio Pando
- Amorcito corazón (2011) .... Moncho
- Llena de amor (2010).... Oliver Rosales
- Un gancho al corazón (2008-2009).... Arnoldo Klunder
- Al diablo con los guapos (2007-2008).... Ricardo "Rocky, Morgan" Juárez
- Piel de otoño (2005).... Edson
- Corazones al límite (2004).... Antonio Ramos
- Velo de novia (2003).... Adán
- Las vías del amor (2002-2003).... Bruno
- Rosalinda (1999)

### Séries
- STANDparados (2013) .... Comediante
- Hermanos y detectives (2010).... Gerente de Palco
- Desde Gayola (2008-2009).... Christopher "Cuarto Redondo"
- Uma Familia de Dez (2007;2019 - Presente).... Plutarco López González
- ¡Qué Madre, Tan Padre! (2006).... Animal
- Energía Extrema (2006).... Ricardo
- Mujer, casos de la vida real (2006)
- Par de ases (2005)
- La energía de sonric slandia (2005).... Ricardo
- Estilo Digital (2004)